# Francesco Bidischini
Francesco Bidischini (Smirne, 28 settembre 1835 – Roma, 20 maggio 1907) è stato un patriota e militare italiano.

## Biografia
Nato a Smirne nell'Impero ottomano da un'antica famiglia veneta attiva nel commercio nella seta e poi del legno, figlio del conte Giuseppe Bidischini dall'Oglio (1807-1882) e di Lucrezia Zamvas (1810-1895), nel 1859 conobbe Garibaldi.
La sua famiglia si trasferì a Palmanova nel 1847 dove nacquero due suoi fratelli.
Partecipò alla spedizione dei Mille e alla Terza guerra d'Indipendenza con il grado di capitano nel 4º reggimento del Corpo Volontari Italiani comandato da Garibaldi che combatté in Trentino contro gli austriaci.
Finò alla morte dell'Eroe dei due mondi visitò spesso Caprera e sua sorella Italia Bidischini dall'Oglio sposò Menotti Garibaldi, imparentandosi quindi con la famiglia dell'Eroe dei due mondi. 
Morì a Roma nel 1907.